# Berengaria van Portugal
Berengaria van Portugal (circa 1198 - 27 maart 1221) was een Portugese infante die van 1214 tot 1221 koningin-gemaal van Denemarken was.

## Levensloop
Ze was de vijfde dochter van koning Sancho I van Portugal en Dulce van Barcelona.
Na de dood van haar vader in 1212 verlieten Berengaria en haar broer Ferrand Portugal, waarna Berengaria zich aan het Franse koninklijke hof vestigde. Via de vrouw van koning Filips II van Frankrijk, Ingeborg van Denemarken, werd Berengaria geïntroduceerd bij koning Waldemar II van Denemarken. De twee besloten te huwen en in 1214 vond het huwelijk plaats. Ze kregen volgende kinderen:
- Erik IV (1216-1250), van 1241 tot 1250 koning van Denemarken
- Sophia (1217-1248), huwde met markgraaf Johan I van Brandenburg
- Abel (1218-1252), van 1250 tot 1252 koning van Denemarken
- Christoffel I (1219-1259), van 1252 tot 1259 koning van Denemarken

Volgens sommige legenden zou Dagmar van Bohemen, de eerste vrouw van Waldemar II van Denemarken, op haar sterfbed haar gemaal gesmeekt hebben om te huwen met Kirsten, de dochter van Karl von Rise, en niet met de "prachtige bloem" Berengaria. Ze zou met andere woorden het huwelijk van Berengaria en Waldemar II voorspeld hebben, net als de toekomstige machtsstrijd tussen Berengaria's zoons om de Deense troon die Denemarken erg zou verzwakken. Waarschijnlijk is dit meer een legende dan een historisch feit.
Dagmar was door haar blonde haren en haar noordelijke uiterlijk erg populair bij de Deense bevolking, terwijl Berengaria door haar donkergekleurde ogen, haar ravenzwarte haren en haar grote schoonheid zeer onpopulair was bij de Deense bevolking. In verschillende volksliederen uit die periode werd Berengaria verweten dat ze verantwoordelijk zou zijn voor de belastingverhogingen die haar echtgenoot liet doorvoeren. Deze belastingverhogingen dienden echter niet voor Berengaria, maar om de oorlogsinspanningen te kunnen financieren. Ook kon ze moeilijk tippen aan de grote populariteit van koningin Dagmar.
Berengaria deed donaties aan meerdere kerken en kloosters in Denemarken. Ook was ze de eerste koningin van Denemarken die een kroon droeg, zoals blijkt uit een inventaris van haar spullen die in 1225 werd opgemaakt.
In 1221 stierf ze bij de bevalling van haar vijfde kind. Ze werd daarna begraven in de Sint-Benedictuskerk van Ringsted.

## Voorouders
| Voorouders van Berengaria van Portugal (1198-1221) | Voorouders van Berengaria van Portugal (1198-1221)                       | Voorouders van Berengaria van Portugal (1198-1221)                       | Voorouders van Berengaria van Portugal (1198-1221)                       | Voorouders van Berengaria van Portugal (1198-1221)                       | Voorouders van Berengaria van Portugal (1198-1221)                                       | Voorouders van Berengaria van Portugal (1198-1221)                                       | Voorouders van Berengaria van Portugal (1198-1221)                                    | Voorouders van Berengaria van Portugal (1198-1221)                                    |
| -------------------------------------------------- | ------------------------------------------------------------------------ | ------------------------------------------------------------------------ | ------------------------------------------------------------------------ | ------------------------------------------------------------------------ | ---------------------------------------------------------------------------------------- | ---------------------------------------------------------------------------------------- | ------------------------------------------------------------------------------------- | ------------------------------------------------------------------------------------- |
| Overgrootouders                                    | Hendrik van Bourgondië (1066-1112) ∞ 1093 Theresia van León (1070-1132)  | Hendrik van Bourgondië (1066-1112) ∞ 1093 Theresia van León (1070-1132)  | Amadeus III van Savoye (1094-1148) ∞ Mathilde van Albon (-)              | Amadeus III van Savoye (1094-1148) ∞ Mathilde van Albon (-)              | Raymond Berengarius III van Barcelona (1082-1131) ∞ 1112 Dulcia van Provence (1090-1129) | Raymond Berengarius III van Barcelona (1082-1131) ∞ 1112 Dulcia van Provence (1090-1129) | Ramiro II van Aragón (1080-1147) ∞ 1135 Agnes van Poitou (1110-1157)                  | Ramiro II van Aragón (1080-1147) ∞ 1135 Agnes van Poitou (1110-1157)                  |
| Grootouders                                        | Alfons I van Portugal (1110–1185) ∞ 1146 Mathilde van Savoye (1121-1158) | Alfons I van Portugal (1110–1185) ∞ 1146 Mathilde van Savoye (1121-1158) | Alfons I van Portugal (1110–1185) ∞ 1146 Mathilde van Savoye (1121-1158) | Alfons I van Portugal (1110–1185) ∞ 1146 Mathilde van Savoye (1121-1158) | Ramon Berenguer IV van Barcelona (1113-1162) ∞ 1150 Petronella van Aragón (1135–1174)    | Ramon Berenguer IV van Barcelona (1113-1162) ∞ 1150 Petronella van Aragón (1135–1174)    | Ramon Berenguer IV van Barcelona (1113-1162) ∞ 1150 Petronella van Aragón (1135–1174) | Ramon Berenguer IV van Barcelona (1113-1162) ∞ 1150 Petronella van Aragón (1135–1174) |
| Ouders                                             | Sancho I van Portugal (1154-1212) ∞ 1175 Dulce van Barcelona (1160-1198) | Sancho I van Portugal (1154-1212) ∞ 1175 Dulce van Barcelona (1160-1198) | Sancho I van Portugal (1154-1212) ∞ 1175 Dulce van Barcelona (1160-1198) | Sancho I van Portugal (1154-1212) ∞ 1175 Dulce van Barcelona (1160-1198) | Sancho I van Portugal (1154-1212) ∞ 1175 Dulce van Barcelona (1160-1198)                 | Sancho I van Portugal (1154-1212) ∞ 1175 Dulce van Barcelona (1160-1198)                 | Sancho I van Portugal (1154-1212) ∞ 1175 Dulce van Barcelona (1160-1198)              | Sancho I van Portugal (1154-1212) ∞ 1175 Dulce van Barcelona (1160-1198)              |

- Library of Congress Control Number: n85073583
- Virtual International Authority File: 45727611
- WorldCat: E39PBJxmKvqFhJCyMMwRdpWFKd